# Rathaus Moers

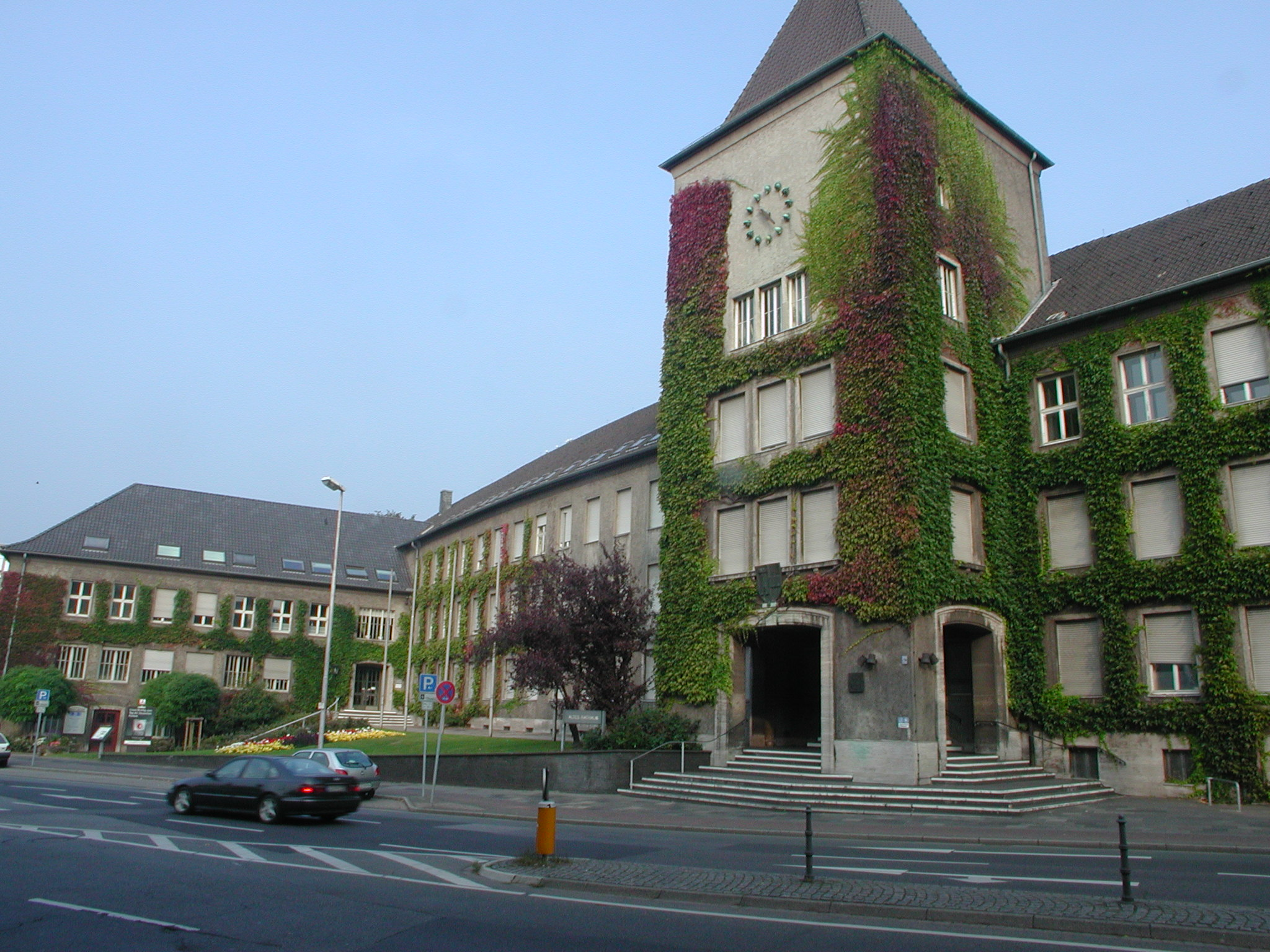
Moers Altes Rathaus vor der Renovierung

Das Moerser Rathaus bildet ein Ensemble aus drei Bauteilen, um zwei neue Bauteile ergänzt, was die Nordseite des Neumarktes abschließt.

## Beschreibung
Der denkmalgeschützte leicht zur Unterwallstraße und zum Neumarkt hin gekrümmte Hauptteil stammt aus dem Jahr 1954. Der prägnante Turm schließt mit einem Zeltdach ab. Der Altbau ist eine dreigeschossige Anlage mit Keller-, Erd-, 1. und 2. Obergeschoss. Es handelt sich um einen Winkelbau. Das Gebäude wurde grundlegend saniert und um ein modernes zweiflügliges Verwaltungsgebäude mit abgerundeten polygonalen Grundrissen erweitert.
Das Gebäudeensemble führt nun alle städtischen Dienstleistungen an einem Ort zusammen.
Von der historischen Wall- und Grabenanlage aus gibt es einen einmaligen Blick auf das Gebäudeensemble. Der Ratssaal repräsentiert mit seiner transparenten Architektur.

## Geschichte

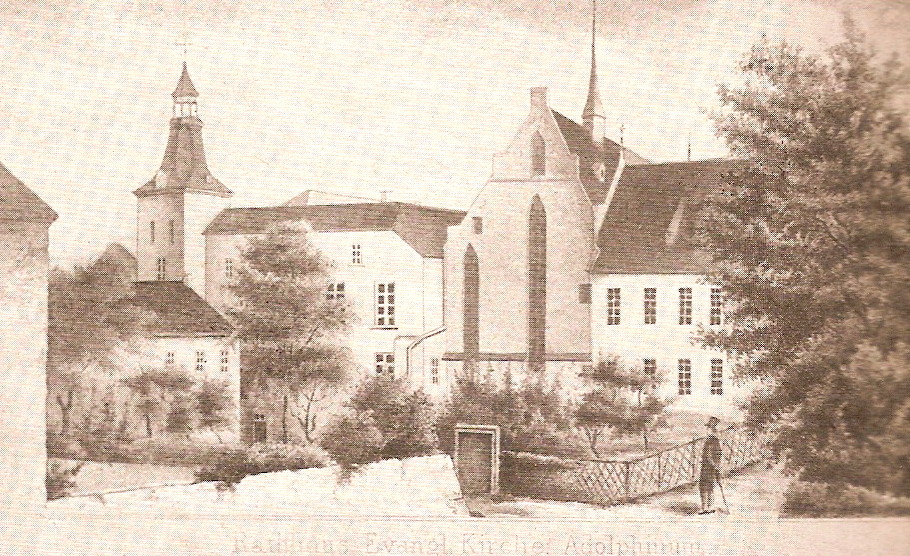
Rathaus Kirche Adolfinum 1850

Im Laufe ihrer über 700-jährigen Geschichte befand sich das Rathaus der Stadt Moers an verschiedenen Plätzen. Aus dem Mittelalter ist für Moers kein Rathaus bekannt. Möglicherweise diente das um 1460 am Altmarkt bezeugte Kaufhaus auch als Rat- und Gerichtshaus. Vor 1610 erwarb die Stadt ein repräsentatives, 1491 errichtetes Bürgerhaus an der Steinstraße neben dem Meertor einem Torturm als Stadt- oder Rathaus, in Nähe der Stadtkirche.
Durch den Bau der neuen oranischen Befestigung (1611–1620) wurde das als Stadttor nicht mehr benötigte Meertor zum Rathausturm,
wo das Gefängnis und das Archiv untergebracht waren. 1617 stiftete Moritz von Oranien dem Turm eine Glocke, heute im Grafschafter Museum im Moerser Schloss.
Zwei römerzeitliche Löwen, die den gotischen Torbogen an der Steinstraße geziert haben.
Sie stammen aus dem nahen Asciburgium und befinden sich heute im Grafschafter Museum im Moerser Schloss.
1913 sollte der zum Wall hin noch recht ländlich wirkende Platz städtebaulich aufgewertet werden, mit einem Rathaus am Nordende und angrenzenden Geschäfts- und Wohnhäusern. Der Erste Weltkrieg verhinderte die Realisierung, erst 1954 wurde dort ein neues Rathaus, heute das Alte Rathaus genannt, eingeweiht, dort, wo bereits 1913 ein Rathausbau vorgesehen gewesen war.
Das ehemalige Rathaus an der Steinstraße wurde 1955 abgerissen und durch das bestehende Geschäftshaus ersetzt. 1984 übernahm die Stadt Moers das 1962 am Rande des Schlossparks errichtete Kreishaus, das im Sprachgebrauch zum „Neuen Rathaus“ wurde und für fast drei Jahrzehnte als Verwaltungssitz diente. Das fortan „Alte Rathaus“ wurde ab 2009 grundlegend saniert und um ein modernes Verwaltungsgebäude ergänzt. 2012 wurde der Neubau bezogen.